# Veronica Mehta
Veronica Mehta (n. en Belfast) es una cantante de R & B india, que reside en Londres, Reino Unido, ha interpretado sus temas musicales en diferentes idiomas como hindi, urdu, inglés y punjabi.

## Carrera
Con 16 años,Veronica Mehta audicionó con éxito como vocalista del grupo 2Kool, para la grabación de su álbum titulado "2Kool Flavor". Ella interpretó un tema musical titulado "Sambhala Hai Meine" y desde entonces de ahí surge su carrera artística.
Veronica Mehta abandonó sus estudios para seguir su carrera como cantante y se asoció junto a Rishi Rich, para unirse al grupo musical llamado VR1, con quienes experimentó la interpretación sobre la música tradicional asiática, remezclado con una voz única y un toque de ritmo de R'n'B . VR1 vendió más de 50.000 copias en el Reino Unido y al resto de Europa, ganaron dos premios como el "Asian Pop Media Awards".
Después de VR1, Mehta unió a "ePark/UrbanStar" y con esta banda lanzó un sencillo titulado "Girls Gotta Have Fun", con dos CDs que cuenta con diversas mezclas del tema musical principal, como la canción titulada "Show Me Love".
Mehta ha grabado algunas canciones con su nueva empresa, entre sus temas musicales que se destacan son "2Point9", "Indian Girl", con Hard Kau y el popular cantante "U 'n' I (Mere Dil Vich Hai)", para la película de Yash Chopra titulada "Hum Tum", que fue escrita y compuesta por la misma Veronica.
Su primer álbum titulado, Theen, fue lanzado en 2005. 'Hey Ya' (con Juggy D.) fue el único single del álbum que tuvo éxito.
En 2006, Verónica ganó una nominación como la "Mejor Artista Femenina" en el Reino Unido, bajo los premios de "Asian Music Awards".

## Discografía

### Álbumes
- Theen (2005)

1. Dil Lageya
2. Hey Ya
3. Indian Girl
4. Stay
5. Sajna
6. Aaja
7. Tere Naal
8. A Little Bit (Thora Sa)
9. Sitarey
10. Kya Kuroon
11. Talk About
12. Dil Lageya (Mentor Kolektiv Remix)
13. Indian Girl (Remix Featuring AC)

- Rush (2010)

1. Manja Soniya (feat. Hunterz & Rishi Rich)
2. Rush (feat. Rishi Rich)
3. Addicted (feat. Rishi Rich)
4. Disco Diwane (feat. Rishi Rich)
5. Aaja Mahiya (feat. Rishi Rich)
6. Turn (feat. Mumzy & Rishi Rich)
7. Pehla Pyar (feat. Alan Sampson & Rishi Rich)
8. Soniya (feat. Rishi Rich & The Sound Pipe)
9. Gal Sun (feat. Rishi Rich)
10. Meri Jaan (feat. Hunterz, Rishi Rich & Vee)
11. Nach Mere Naal (feat. Rax Timyr & Rishi Rich)

### Álbumes de colección
- King of Hearts Queen of Hearts Vol. 1
- King of Hearts Queen of Hearts Vol. 2
- Love 2 Love 2000 - Chapter 6
- Playback
- Pure Garage - Chapter 1
- Pure Garage - Chapter 2
- Pure Garage - Chapter 3
- Playback 2
- Gift 2 U
- Let the Music Play - "2005"
- Bombay Mix - CD 1

### Temas destacados
- U'n'I' by Juggy D ft Jay Sean and Veronica
- Give It A Go by Timbaland and Veronica
- Ne Ajaa Ve by H-Dhami and Veronica from Breakaway (Speedy Singhs)